# امامزاده شاه عبدالله بی منجگان
امامزاده شاه عبدالله بی منجگان مربوط به دوره صفوی است و در شهرستان کهگیلویه، روستای بی منجگان واقع شده و این اثر در تاریخ ۷ مهر ۱۳۸۱ با شمارهٔ ثبت ۶۲۹۸ به‌عنوان یکی از آثار ملی ایران به ثبت رسیده است.